# Аксуская ГРЭС
Аксуская ГРЭС — электростанция в Казахстане.

## История
Ермаковская государственная районная электростанция (ГРЭС) — ныне Аксуская электрическая станция АО «Евроазиатская энергетическая корпорация» — была образована в соответствии с постановлением Совета Министров СССР от 23 июня 1954 года № 1240.
Первоначально для площадки ГРЭС в г. Экибастузе была принята схема оборотного водоснабжения с прудом-охладителем площадью около 36 кв.км. Всё это состояло в прямой зависимости от строительства дорогостоящего гидротехнического сооружения канала Иртыш-Экибастуз длиной 140 км, с тремя насосными.
Стоимость первоочерёдных работ на этом участке по данным Гидропроекта составила 885 млн руб.
В связи с изменением мощности ГРЭС — доведением её до 2 000 тыс. МВт. и письмом Госстроя СССР № 1-64 от 4 февраля 1958 года по вопросу размещения площадки под строительство ГРЭС с учётом новых условий исполком Павлодарского областного Совета депутатов трудящихся утвердил акт комиссии исполкома областного Совета депутатов трудящихся от 2 апреля 1958 года № 29/5 «О выборе площадки Ермаковской ГРЭС», зарезервировав согласно чертежа «Теплоэлектропроекта» № 144 с земельные участки в составе:
- ГРЭС с сооружениями общей площадью 207 га на землях совхоза «Потанинский» в восьми км. северо-западнее райцентра Ермак;
- жилого посёлка площадью 200 га в районе населённого пункта Шестой аул, на землях совхоза «Потанинский»;
- золо- и шлакоотвала, общей площадью 1 300 га, на землях совхоза «Потанинский» с расположением шлакоотвала в трёх км. южнее площадки ГРЭС, золоотвала в семи км. юго-западнее ГРЭС.

В силу того, что район расположения ГРЭС находится по течению реки Иртыш выше головных водозаборных сооружений г. Павлодара и выходит в зону санитарной охраны второго пояса, был запрещён сброс и исключена возможность фильтрации загрязнённых стоков от всех сооружений Ермаковской ГРЭС и жилой застройки в указанной санитарной зоне.
Проектное задание Ермаковской ГРЭС разработано в соответствии с заданием на проектирование, выданным Карагандинским совнархозом 12 февраля 1958 года и согласованным с Министерством энергетики и электрификации СССР на мощность 2 400 МВт и предусматривает установку 4-х турбогенераторов типа ЦКК-200.
ГРЭС размещается в Павлодарской области на расстоянии 120 км от Экибастузского угольного месторождения в строящемся Ермаковском промышленном районе.
ГРЭС включена непосредственно в Павлодарскую энергосистему, являющуюся звеном проектируемой Клино-Казахстанской энергосистемы, а также связывается с Алтайской энергосистемой.
Строительство Ермаковской ГРЭС в соответствии с приказом Главного управления капитального строительства Государственного производственного комитета по энергетике и электрификации СССР № 314 23 декабря 1959 года было поручено стройуправлению «Караганда-ГРЭС-2».
Приказом Министерства строящихся электростанций СССР № 440 от 30 августа 1960 года функции строительства Ермаковской ГРЭС с управления «Караганда ГРЭС-2» были переданы вновь организованной дирекции строящейся Ермаковской ГРЭС с непосредственным подчинением управлению капитального строительства «Главвостокэнергострой» Государственного производственного комитета по энергетике и электрификации СССР.
С 25 июля 1963 года по январь 1965 года дирекция строящейся Ермаковской ГРЭС подчинялась Главному управлению капитального строительства Министерства энергетики и электрификации СССР.
С октября 1965 года дирекция строящейся Ермаковской ГРЭС перестаёт существовать, начинает свою деятельность Ермаковская Государственная районная электростанция. В соответствии с Постановлением Совета Министров Казахской ССР № 688 от 22 октября 1965 года Ермаковская Государственная районная электростанция находится в непосредственном подчинении районного управления энергетического хозяйства «Павлодарэнерго» Министерства энергетики и электрификации КазССР.
На основании постановления Совета Министров Казахской ССР от 4 ноября 1977 года № 500 Ермаковской ГРЭС было присвоено имя 60-летия Октябрьской революции.
Ермаковская ГРЭС — самая крупная тепловая станция на востоке СССР и в Казахстане, обеспечивающая электроэнергией народное хозяйство Казахстана, Алтая, Сибири, Урала.
Ермаковская государственная районная электростанция имени 60-летия Октябрьской революции находилась в рабочем посёлке ГРЭС города Ермака Павлодарской области.
10 октября 1982 года рабочий посёлок при Ермаковской ГРЭС был переименован в посёлок Аксу.
В 1996 году станция вошла в состав АО «Евроазиатская энергетическая корпорация».
После масштабного технического перевооружения станция осталась опорным узлом в энергосистеме Казахстана, связывающим энергосистемы Западной Сибири, Алтая и Северо-Восточного Казахстана.

## Руководители станции
- Новик, Владимир Михайлович - с 1965 по 1978
- Мокшин, Анатолий Петрович - с 1978 по 1981
- Панасенко, Александр Васильевич - с 1981 по 1996
- Рустамбаев, Абдуазим Абдуганиевич - с 1996 по 1999
- Фенев, Владимир Николаевич - с 1999 по 2022
- Верещака, Вадим Николаевич - с 2022 по 2023
- Шабанбаев, Данияр Жалелиденович, с 2023

## Электрическая станция
Аксуская электростанция АО «Евроазиатская энергетическая корпорация» — крупнейший поставщик электроэнергии на казахстанском рынке.
В декабре 1968 года на Ермаковской ГРЭС (ныне Аксуская ЭС АО «ЕЭК») был введён в эксплуатацию первый энергоблок мощностью 300 мегаватт. В 60-70 г.г. XX века Аксуская ЭС считалась самой крупной тепловой станцией не только в Казахстане, но и во всей Средней Азии. Сегодня на электростанции действуют семь энергоблоков, общая установленная мощность станции — 2 475 МВт.

### Реконструкция энергоблоков
По словам первого президента АО «Евроазиатская энергетическая корпорация» Абдуазима Рустамбаева (1996—2016 г.г.), реконструкции подобного масштаба на сегодняшний день не имеют аналогов на всем энергетическом пространстве Казахстана, более того — в электроэнергетике СНГ.
Первым модернизированным энергоблоком стал энергоблок № 4. На блоке заменили турбину, модернизировали систему контроля и управления, установили систему регулирования турбины и систему защиты блока; заменили электрофильтр с эффективностью — 99,6 процента. Работы завершены в 2004 году. Было использовано оборудование ведущих мировых фирм «Компрессор Контрол Корпорэйшн», «Сименс», «Альстом Повер Ставан», «АВВ», с более высокими технико-экономическими характеристиками, позволяющими снизить удельный расход топлива, увеличить экономичность энергоблока в целом. В результате модернизации увеличилась установленная мощность блока на 10 МВт.
В марте 2005 года началось обновление энергоблока № 3, оно завершилось в декабре 2006 года. После реконструкции установленная мощность этого энергоблока возросла с 300 МВт до 325 МВт. Стоимость модернизации энергоблока составила 6,3 млрд тенге.
В июле 2013 года после реконструкции и модернизации введён в эксплуатацию энергоблок № 6. Пять других энергоблоков было модернизировано в период с 2001 по 2013 годы. С этого момента мощность электростанции составила 2 450 МВт.
В 2019 году были завершены работы по обновлению энергоблока № 5, мощность его также была увеличена до 325 МВт. Начаты подготовительные работы к реконструкции энергоблока № 7.
К марту 2019 года электростанция выработала 600 млрд. киловатт-часов электроэнергии.